# Fagnani (famiglia)
Il Casato dei Fagnani fu una nobile famiglia milanese.

## Storia
La famiglia Fagnani emerse nella Milano del Seicento grazie al giurista Raffaele Fagnani, ma fu con suo nipote Federico che riuscì ad acquisire una notevole importanza. Federico I Fagnani, divenne capitano di fanteria al servizio dell'esercito spagnolo nel 1654, e dal 1690, con atto del notaio Giuseppe Benaglio di Milano, acquistò dalla Regia Camera del ducato la signoria di Robecchetto e l'anno successivo ottenne da Carlo II di Spagna il titolo di marchese appoggiato al feudo di Gerenzano. Tale atto di benevolenza del sovrano venne motivato dal fatto che la famiglia di Federico si era distinta come "illustre nel campo della storia, delle arti e delle lettere, e non meno benemerita nelle opere di pietà e carità, [incontrando] lodi e plausi unanimi". L'inserimento della casata nella nobiltà patriziale milanese venne definitivamente consacrata col matrimonio, celebrato nel 1675, tra lo stesso Federico e Clara Clerici, figlia di Carlo Ludovico Clerici, II marchese di Cavenago e senatore.
Figlio primogenito di questi fu Giacomo I (1680-1755), II marchese di Gerenzano giovanissimo alla morte del padre nel 1693 e sotto la reggenza della madre e del potente nonno. Questi si fece strada nelle magistrature del ducato di Milano divenendo dapprima membro dei 60 decurioni, poi giudice delle strade, membro dei XII di provvisione ed infine conservatore del patrimonio. Anch'egli contrasse un matrimonio di notevole importanza avendo sposato Marianna Stampa, figlia di Cristiano Stampa, conte di Montecastello, e di Giustina Borromeo appartenente alla potentissima casata dei conti di Arona.
Federico II Fagnani (1702-1782), primogenito della coppia, fu ciambellano imperiale, membro come il padre dei XII di provvisione e dei 60 decurioni, nonché conservatore del patrimonio. Anch'egli si maritò con una propria cugina, Rosa Clerici, figlia di Giorgio Clerici, marchese di Cavenago e presidente del senato milanese. Fu il primo dei Fagnani ad occuparsi attivamente della vita nel proprio feudo di Robecchetto, supportando attivamente la locale parrocchia sulla quale godeva per tradizione del pieno giuspatronato e dove fu priore della locale Confraternita del Santissimo Sacramento, pur avendo pesanti conflitti col clero locale presso il quale pretendeva di avere voce in capitolo. Assieme alle famiglie Borromeo, Castelbarco e Villani, prese parte all'ampia opera di bonifica e rimboschimento dei territori attraversati dal torrente Bozzente dopo la rovinosa piena del 1756.
Primogenito di Federico II fu Giacomo II Fagnani (1740-1785), il quale fu primo impresario del Teatro alla Scala di Milano dopo il completamento della struttura nel 1776. Per la sua famiglia acquistò due palchi che rimasero assegnati alla casata per quasi mezzo secolo. Nel 1763, a 23 anni, tentò di sposare la cantante Caterina Gabrielli (che si esibiva proprio alla Scala), ma come narrato da Pietro Verri venne per questo incarcerato su ordine del padre per quarantanove giorni e la cantante allontanata da Milano. A lui venne destinata in moglie invece la figlia del marchese Brusati, Costanza, di ben più alto lignaggio, la quale ad ogni modo era divenuta anch'ella cantante e ballerina. Con la giovane moglie, per sfuggire all'oppressione della famiglia, il giovane Giacomo intraprese un lungo grand tour europeo a partire dal 1767, toccando tappe come Firenze, Roma e Napoli. Le sue eccentricità, che lo resero personaggio noto nella Milano della sua epoca, lo fecero citare anche da Laurence Sterne nel XXXV capitolo del suo Viaggio Sentimentale, dato alle stampe nel 1768. Interessatosi alla causa dell'indipendenza della Corsica, nel 1768 si portò sull'isola dove entrò in contatto con Pasquale Paoli, noto patriota locale. Iniziò da allora a vivere separato dalla moglie che si trasferì in Inghilterra, dove ebbe anche un figlio illegittimo dal conte di March, comune amico dei due. Nel 1776, per risollevarsi dai debiti contratti, ottenne la direzione del ridotto del Teatro alla Scala dove si praticava il gioco d'azzardo, ma questo non fece altro che peggiorare le sue già compromesse condizioni di salute che comprendevano una ormai avanzata cecità, accompagnata da sifilide e da accenni di squilibrio mentale. Dal 1781 venne bandito dal teatro e si ritirò a vita privata nel suo feudo di Gerenzano.
Federico III Fagnani (1775-1840), fu l'ultimo maschio della stirpe dei marchesi di Gerenzano. Nel 1794 si laureò in legge presso il Collegio dei Nobili di Siena e dal 1805, durante il periodo napoleonico, venne nominato ciambellano e tesoriere del neonato Regno napoleonico d'Italia. Nominato cavaliere dell'Ordine della Corona Ferrea nel 1807, fu membro del Consiglio dipartimentale dell'Olona (1808) e consigliere comunale del Comune di Milano dal 1816 al 1840. Ammesso all'Ordine di Malta nel 1824, divenne membro onorario del Reale Istituto di Scienze, Lettere e Arti nel 1840. Grande personaggio della Milano della prima metà dell'Ottocento, fu poliedrico e dai molteplici interessi, ricusando la vita dissoluta del padre e dedicandosi con interesse ai viaggi. Alla sua morte, lasciò erede delle sue sostanze e delle sue preziose collezioni la Biblioteca Ambrosiana. I suoi possedimenti passarono invece alla famiglia di suo cognato, i nobili Arese Lucini.

## Albero genealogico
|                                                                                     |                                                                                     |                                                                             |                                                                             |                                                                        |                                                                        |                                                    |                                                    |                         |                                                                 |                                                                 |                                                               |                               |                                                            |                                                            |                            |                                                                                 |                                                                                 |                               |                                                          |                                                          |
|                                                                                     |                                                                                     |                                                                             |                                                                             |                                                                        |                                                                        |                                                    |                                                    |                         |                                                                 |                                                                 | Federico I, I marchese di Gerenzano *1633 †1693 Clara Clerici |                               |                                                            |                                                            |                            |                                                                                 |                                                                                 |                               |                                                          |                                                          |
|                                                                                     |                                                                                     |                                                                             |                                                                             |                                                                        |                                                                        |                                                    |                                                    |                         |                                                                 |                                                                 |                                                               |                               |                                                            |                                                            |                            |                                                                                 |                                                                                 |                               |                                                          |                                                          |
|                                                                                     |                                                                                     |                                                                             |                                                                             |                                                                        |                                                                        |                                                    |                                                    |                         |                                                                 |                                                                 |                                                               |                               |                                                            |                                                            |                            |                                                                                 |                                                                                 |                               |                                                          |                                                          |
|                                                                                     |                                                                                     |                                                                             | Margherita *1676 †1684                                                      | Margherita *1676 †1684                                                 | Maria Anna Francesca */†1677                                           | Maria Anna Francesca */†1677                       | Gerolama */†1678                                   | Gerolama */†1678        | Giacomo I, II marchese di Gerenzano *1680 †1755 Marianna Stampa | Giacomo I, II marchese di Gerenzano *1680 †1755 Marianna Stampa | Carlo Antonio *1681 † p. 1693                                 | Carlo Antonio *1681 † p. 1693 | Ippolita Teresa *1682 †1754 monaca di San Lazzaro a Milano | Ippolita Teresa *1682 †1754 monaca di San Lazzaro a Milano | Muzio Giuseppe *1683 †1693 | Muzio Giuseppe *1683 †1693                                                      | Teresa Maria Rosa *1685 †1701                                                   | Teresa Maria Rosa *1685 †1701 | Maria Antonia *1687 †1749 monaca di San Lazzaro a Milano | Maria Antonia *1687 †1749 monaca di San Lazzaro a Milano |
|                                                                                     |                                                                                     |                                                                             |                                                                             |                                                                        |                                                                        |                                                    |                                                    |                         |                                                                 |                                                                 |                                                               |                               |                                                            |                                                            |                            |                                                                                 |                                                                                 |                               |                                                          |                                                          |
|                                                                                     |                                                                                     |                                                                             |                                                                             |                                                                        |                                                                        |                                                    |                                                    |                         |                                                                 |                                                                 |                                                               |                               |                                                            |                                                            |                            |                                                                                 |                                                                                 |                               |                                                          |                                                          |
|                                                                                     |                                                                                     | Federico II, III marchese di Gerenzano *1702 †1782 Rosa Clerici             | Federico II, III marchese di Gerenzano *1702 †1782 Rosa Clerici             | Cristierno *1704 †1751 senza eredi                                     | Cristierno *1704 †1751 senza eredi                                     | Ambrogio *1706 †1775 arciprete del Duomo di Milano | Ambrogio *1706 †1775 arciprete del Duomo di Milano | Maria Giustina *1707 †? | Maria Giustina *1707 †?                                         | Giovanni Battista *1709 †1710                                   | Giovanni Battista *1709 †1710                                 | Una figlia */†1710            | Una figlia */†1710                                         | Carlo Maria *1711 †1716                                    | Carlo Maria *1711 †1716    | Clara *1714 †1784 Giovanni Alimento Della Porta Modignani, I marchese di Ghemme | Clara *1714 †1784 Giovanni Alimento Della Porta Modignani, I marchese di Ghemme |                               |                                                          |                                                          |
|                                                                                     |                                                                                     |                                                                             |                                                                             |                                                                        |                                                                        |                                                    |                                                    |                         |                                                                 |                                                                 |                                                               |                               |                                                            |                                                            |                            |                                                                                 |                                                                                 |                               |                                                          |                                                          |
|                                                                                     |                                                                                     |                                                                             |                                                                             |                                                                        |                                                                        |                                                    |                                                    |                         |                                                                 |                                                                 |                                                               |                               |                                                            |                                                            |                            |                                                                                 |                                                                                 |                               |                                                          |                                                          |
| Marianna *1739 †1814 Francesco Antonio Visconti Pirovano, III marchese di Vimodrone | Marianna *1739 †1814 Francesco Antonio Visconti Pirovano, III marchese di Vimodrone | Giacomo II, IV marchese di Gerenzano *1740 †1785 Costanza Brusati           | Giacomo II, IV marchese di Gerenzano *1740 †1785 Costanza Brusati           | Giorgio *1741 †1742                                                    | Giorgio *1741 †1742                                                    |                                                    |                                                    |                         |                                                                 |                                                                 |                                                               |                               |                                                            |                                                            |                            |                                                                                 |                                                                                 |                               |                                                          |                                                          |
|                                                                                     |                                                                                     |                                                                             |                                                                             |                                                                        |                                                                        |                                                    |                                                    |                         |                                                                 |                                                                 |                                                               |                               |                                                            |                                                            |                            |                                                                                 |                                                                                 |                               |                                                          |                                                          |
|                                                                                     |                                                                                     |                                                                             |                                                                             |                                                                        |                                                                        |                                                    |                                                    |                         |                                                                 |                                                                 |                                                               |                               |                                                            |                                                            |                            |                                                                                 |                                                                                 |                               |                                                          |                                                          |
| * Maria Emilia Emily *1771 †1856 Francis Seymour-Conway, III marchese di Hertford   | * Maria Emilia Emily *1771 †1856 Francis Seymour-Conway, III marchese di Hertford   | Federico III, V marchese di Gerenzano *1775 †1840 estinzione della famiglia | Federico III, V marchese di Gerenzano *1775 †1840 estinzione della famiglia | Antonia Barbara *1778 †1847 Marco Arese Lucini, VI conte di Barlassina | Antonia Barbara *1778 †1847 Marco Arese Lucini, VI conte di Barlassina |                                                    |                                                    |                         |                                                                 |                                                                 |                                                               |                               |                                                            |                                                            |                            |                                                                                 |                                                                                 |                               |                                                          |                                                          |